# L’Histoire silencieuse des Sourds

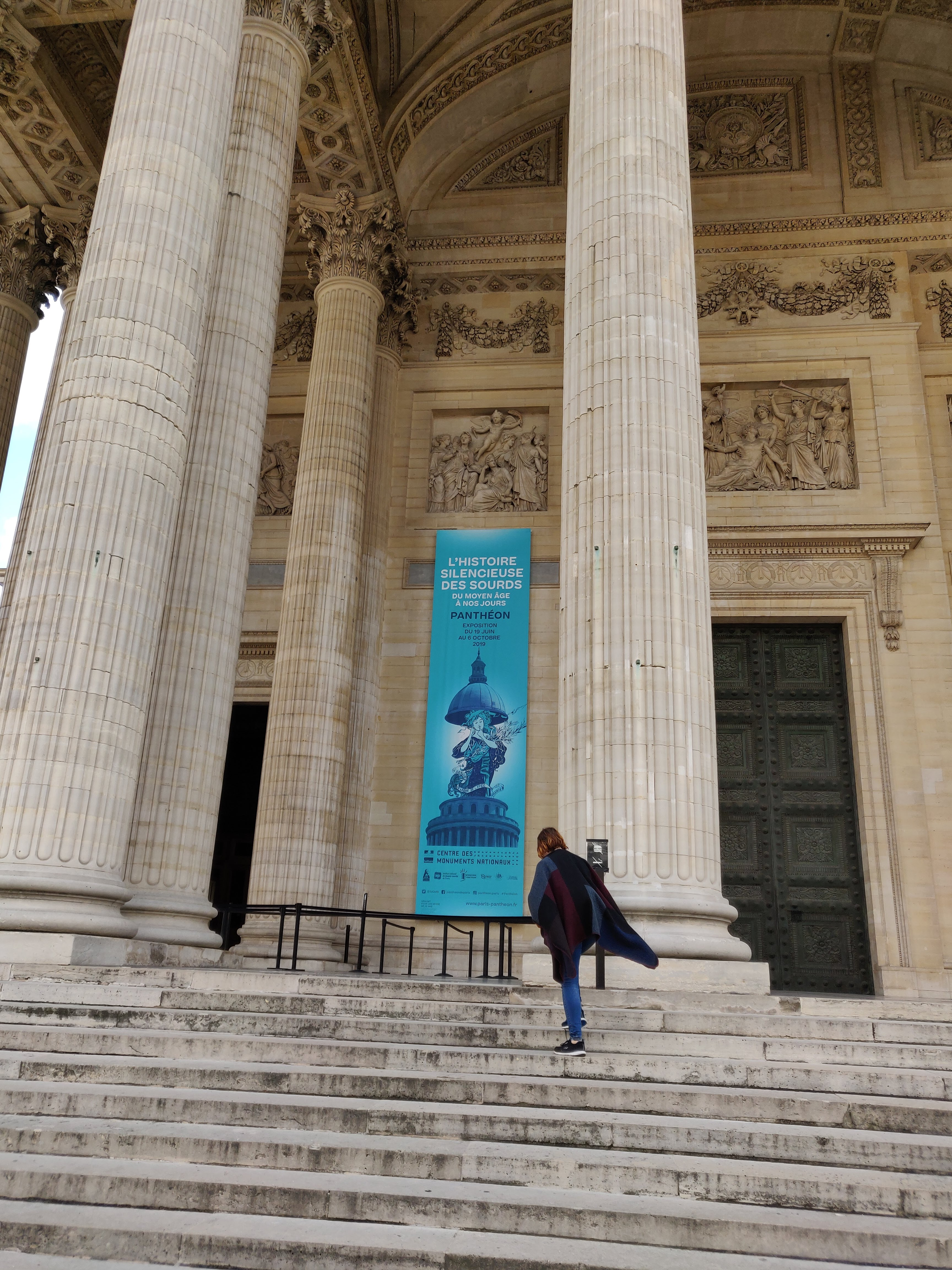
Eingang zur Ausstellung L’Histoire silencieuse des Sourds (2019)

L’Histoire silencieuse des Sourds (französisch Die stille Geschichte der Gehörlosen) ist die erste Ausstellung zur Geschichte der Gehörlosen und der französischen Gebärdensprache, die vom 19. Juni 2019 bis zum 6. Oktober 2019 im Panthéon in Paris stattfindet. Es ist eine Einführung in die Geschichte der Gehörlosen mit ihren Zeiten des Fortschritts in Bildung und Integration, ihren großen Figuren von ausgebildeten und engagierten Gehörlosen, wie Johanna Stewart oder dem Architekten Étienne de Fay, der Gründung der ersten Gehörlosenvereinigung in Paris im Jahr 1836 durch Ferdinand Berthier [sowie] ihren Zeiten des Rückschritts mit dem Aufstieg der Eugenik am Ende des 19. und des 20. Jahrhunderts.
Das Centre des monuments nationaux präsentiert die Ausstellung im Panthéon in Zusammenarbeit mit dem Institut national de jeunes sourds, dem International Visual Theatre und den Amis de l’abbé de L'Épée. Die wissenschaftliche Leitung hat Yann Cantin, Doktor der Geschichte an der École des hautes études en sciences sociales (EHESS)  und außerordentlicher Professor an der Universität Paris VIII Vincennes-Saint-Denis.